# ایوان دارواش
ایوان دارواش (مجاری: Iván Darvas؛ ‏ ۱۴ ژوئن ۱۹۲۵ – ۳ ژوئن ۲۰۰۷) بازیگر اهل مجارستان بود. وی بین سال‌های ۱۹۴۶ تا ۲۰۰۷ میلادی فعالیت می‌کرد.
از فیلم‌ها یا برنامه‌های تلویزیونی که وی در آن نقش داشته‌است، می‌توان به عشق و لیلیومفی اشاره کرد.
وی همچنین برندهٔ جوایزی همچون جایزه کشوت شده‌است.